# Genting Juar
Genting Juar is een bestuurslaag in het regentschap Seluma van de provincie Bengkulu, Indonesië. Genting Juar telt 646 inwoners (volkstelling 2010).